# Dorothy Vernon
Pour plus de détails, voir Fiche technique et Distribution.
Dorothy Vernon (titre original : Dorothy Vernon of Haddon Hall) est un film muet américain réalisé par Marshall Neilan et Mary Pickford (non créditée), sorti en 1924.

## Synopsis
Dorothy, la fille rebelle de Sir George Vernon, est destinée à se marier avec son cousin lors de son 18e anniversaire. Au risque de provoquer la colère de ses parents, elle retrouve Sir John Manners, un camarade de jeux de son enfance, et tombe amoureuse de lui, bien qu'il soit d'une famille ennemie de la sienne. Il doit faire face à des intrigues et des trahisons avant de gagner sa main. Elle aussi est accusée de trahison mais elle sauve la vie de la reine Élisabeth. Pardonnée, elle part pour le Pays de Galles avec Sir John.

## Fiche technique
- Titre : Dorothy Vernon
- Titre original : Dorothy Vernon of Haddon Hall
- Réalisation : Marshall Neilan et Mary Pickford (non créditée)
- Adaptation : Waldemar Young d'après le roman éponyme de Charles Major
- Photographie : Charles Rosher
- Musique : Victor Schertzinger (non crédité)
- Costumes : Mitchell Leisen et Sophie Wachner
- Productrice : Mary Pickford
- Société de production : The Mary Pickford Company
- Société de distribution : United Artists
- Pays de production :  États-Unis
- Langue originale : anglais américain
- Format : Noir et blanc — 35 mm — 1,37:1 — Muet
- Genre : Film dramatique, Film historique
- Durée : 135 minutes
- Dates de sortie : 
  - États-Unis : 15 mars 1924

## Distribution
- Mary Pickford : Dorothy Vernon
- Anders Randolf : Sir George Vernon
- Marc McDermott : Sir Malcolm Vernon
- Carrie Daumery : Lady Vernon
- Allan Forrest : Sir John Manners
- Lottie Pickford : Jennie Faxton
- Wilfred Lucas : Comte de Rutland
- Clare Eames : Élisabeth Ire d'Angleterre
- Estelle Taylor : Marie Stuart reine d'Écosse
- Courtenay Foote : Comte de Leicester
- Colin Kenny : Dawson
- Howard Gaye : Duc de Norfolk

## À noter
- Remake du film When Knighthood Was in Flower (1922), réalisé par Robert G. Vignola avec Marion Davies